# 룩셈부르크의 코로나19 범유행
다음은 룩셈부르크의 코로나19 범유행 현황에 대한 설명이다.
2019~20년 코로나19 대유행은 2020년 2월 29일 룩셈부르크에 상륙한 것으로 확인됐다. 2020년 4월 28일 현재 확인된 환자는 3741명, 사망자는 89명, 회복자는 3123명이다.

## 배경
세계보건기구(WHO)는 12일 2019년 12월 31일 처음 WHO의 주목을 받았던 중화인민공화국 후베이성 우한시의 한 집단에서 신종 코로나바이러스가 호흡기 질환의 원인임을 확인했다. 이 군단은 처음에 우한화난수산물도매시장과 연결되어 있었다. 그러나 실험실 확정 결과가 나온 그 첫 사례들 중 일부는 시장과 연관성이 없었고, 전염병의 근원은 알려져 있지 않다.
2003년 사스와 달리 COVID-19의 경우 치명률은 훨씬 낮았지만, 총 사망자 수가 상당할 정도로 감염 경로는 훨씬 더 컸다. COVID-19는 전형적으로 약 7일 정도의 독감과 유사한 증상을 보이며, 그 후 일부 사람들은 병원에 입원해야 하는 바이러스성 폐렴의 증상으로 발전한다. 3월 19일부터 COVID-19는 더 이상 "높은 결과 감염병"으로 분류되지 않았다.

## 연혁
2월 29일 룩셈부르크 보건부는 이 나라에서 코로나바이러스의 첫 번째 사례를 확인했다. 환자는 벨기에 샤를루아를 거쳐 이탈리아에서 돌아온 40대 남성이었다. 그는 자신을 위생 검사 부대에 신고했고 룩셈부르크 시의 센트럴 병원리에 데 룩셈부르크에서 격리되었다.
3월 5일 한 남자가 이탈리아 북부에서 돌아왔고 바이러스에 양성 반응을 보였다. 그는 룩셈부르크 센트럴 병원에 격리되었다.
3월 6일, 한 여성이 프랑스 알자스 지역에 머물다가 바이러스에 감염된 것으로 확인되어, 확인된 총 환자 수를 3명으로 늘렸다.
3월 7일 저녁, 보건부는 감염자가 이탈리아 북부와 "발생학적 연관성"을 갖고 있다는 내용의 또 다른 코로나바이러스 사례를 확인했다.
지난 3월 8일 프랑스 알자스 지역에서 최근 귀국한 감염환자가 있는 등 또 다른 사례가 확인됐다.
지난 3월 10일 미국에서 귀국한 1건, 스위스에서 귀국한 1건 등 2건이 동시에 확인됐다.

## 같이 보기
- 유럽의 코로나19 범유행
- 나라별 코로나19 범유행